# Comando trasmissioni
Al Comando trasmissioni dell'Esercito, sono affidati il controllo e la gestione delle comunicazioni dell'Esercito Italiano. Ha sede a Roma, nella Città militare della Cecchignola. Dipende dal Comando delle Forze Operative Terrestri di Supporto. Raggruppa le unità trasmissioni di supporto alla manovra e di supporto nazionale appartenenti all'Esercito italiano.

## Storia
Dal 19 maggio 1998 le trasmissioni sono inquadrate nel neo costituito "Comando C4 IEW", insieme al Raggruppamento RISTA EW, alle dipendenze del Comando Supporti delle Forze Operative Terrestri.
Nel 2003 il comando assume la nuova denominazione di "Comando Trasmissioni e Informazioni Esercito" (CoTIE) fino al 2007.
Dal CoTIE dipendevano la Brigata Trasmissioni, il Raggruppamento RISTA EW (dal 2004 Brigata) e dal 2013 la Scuola delle Trasmissioni e Informatica.

### La brigata
Il 21 settembre 2007 viene costituita La Brigata trasmissioni, per fusione delle preesistenti brigate trasmissioni di Supporto alla Manovra e di Supporto Nazionale, mentre la Brigata RISTA - EW diviene autonoma. La brigata accentra tutte le risorse C4 (comando, controllo, comunicazioni, sistemi informativi) delle Forze Operative Terrestri dell'Esercito Italiano, costituendo un pacchetto di capacità comprendente personale, mezzi, procedure e sistemi che possono essere gestiti in maniera unitaria ed efficace. 

### Il Comando trasmissioni
Il 31 dicembre 2016 il Comando Trasmissioni e Informazioni Esercito e la Brigata Trasmissioni sono soppressi e dal 1º gennaio 2017 confluiscono nel neo-costituito "Comando Trasmissioni" con sede in Roma, per assicurare una gestione unitaria del settore C4I dell'Esercito. Il Comando Trasmissioni inquadra ora anche la componenente addestrativa di livello Reggimento che faceva parte della Scuola delle Trasmissioni e Informatica, e da questa ne prende il nome, continuando a svolgere la funzione di polo addestrativo dell'Esercito preposto alla specializzazione e alla formazione avanzata del personale nel settore C4.

## Struttura
Attualmente il comando è composto dalle seguenti unità:
- 2º Reggimento Trasmissioni Alpino, Bolzano
  -  Battaglione trasmissioni "Gardena", Bolzano
  -  Battaglione trasmissioni "Pordoi", Bolzano
- 3º Reggimento Trasmissioni, Roma
  -  Battaglione Trasmissioni "Lanciano", Roma
  - , Battaglione trasmissioni "Abetone", Firenze
  -  Battaglione trasmissioni "Gennargentu", Cagliari
- 7º Reggimento Trasmissioni, Sacile
  -  Battaglione trasmissioni "Predil", Sacile
  -  Battaglione trasmissioni "Rolle", Sacile
- 11º Reggimento Trasmissioni, Civitavecchia
  -  Battaglione trasmissioni "Leonessa", Civitavecchia
  -  Battaglione trasmissioni "Tonale", Civitavecchia
- 32º Reggimento Trasmissioni, Padova
  -  Battaglione trasmissioni "Valles", Padova
  -  Battaglione trasmissioni "Frejus", Torino
- 46º Reggimento Trasmissioni, Palermo
  -  46º Battaglione trasmissioni "Mongibello", Palermo
  -  45º Battaglione trasmissioni "Vulture", Nocera Inferiore
- 232º Reggimento Trasmissioni Avellino
  - Battaglione trasmissioni "Legnano", Avellino
  - Battaglione trasmissioni "Fadalto", Avellino
- Scuola delle trasmissioni e informatica (a livello di battaglione) (Roma - Cecchignola)
  - Comando scuola
  - Battaglione addestrativo

## Comandanti dal 2007 a oggi
"Brigata Trasmissioni" (dal 2007)
- Gen. B. Salvatore Farina
- Gen. B. Salvatore Alborè
- Gen. B. Umberto Maria Castelli
- Gen. B. Pietro Serino
- Gen. B. Luigi Tomaiuolo
- Gen. B. Alfonso Miro
- Gen. B. Angelo Palmieri

"Comando Trasmissioni" (dal 2016)
- Gen. B. Luigi Carpineto (27/06/2015 - 12/07/2019)
- Gen. B. Stefano Francesconi (13/07/2019 - 15/09/2022)
- Gen. B. Davide Pilatti (16/09/2022) - 13/02/2025)
- Gen. B. Francesco Modesto (14/02/2025 - in carica)

## Mezzi e armamenti a disposizione
Di seguito sono elencati i mezzi a disposizione:
- Land Rover AR 90
- VM 90T
- VTLM Lince
- BV-206
- Shelter tipo UEO 2 per Posti Comando
- Stazione Radio Digitale HF di Grande Potenza CNR2000
- Complesso Ponti Radio PR6-190/N
- Terminale Satellitare Portatile in Banda SHF TST 101/X
- Terminale Satellitare Campale TST 111/X
- Terminale Satellitare Multibanda Carrellato TSM 231
- Sistema Satellitare Multibanda TSM 305/S
- Terminale Satellitare Multibanda TSM 301
- Centrali Digitali CD115WB, CD145 e CD141
- Multiplex a media capacità MT 301
- Multi Protocol Switch MPS 115 e MPS 145
- Multiservice Switch Router MSR 165
- Terminazione di Linea Ottica MT 327
- Stazione di Energia Mobile GE-9/765 da 10/20 kW
- Stazione di Energia Mobile GE-9/765 da 25 kW
- Stazione di Energia Mobile GE-9/765-3-CE da 50 kW

## Stemma
È delimitato da un bordo color rosso cremisi ed è diviso in due emiscudi diagonali. In quello superiore posto in campo rosso è rappresentato Atlante, in giallo, che sorregge il globo terraqueo, in giallo e azzurro. In quello inferiore posto in campo azzurro è riprodotta l'antica torre di segnalazione romana, a rappresentare il legame storico tradizionale delle odierne unità con l'antico sistema di segnalazioni e trasmissione di notizie in uso presso i Romani.

## Sede
Il Comando trasmissioni ha sede nella caserma dedicata al Generale Giuseppe Perotti, un comprensorio, ampio circa 25 ettari, al cui interno si trovano numerosi edifici e aree addestrative. Le costruzioni più antiche sono i quattro padiglioni che definiscono il piazzale dell'Alzabandiera che risalgono alla fine degli anni '30 del XX secolo e furono realizzati su progetto dell'Ispettorato Generale del Genio. 